# Medelhavsklimat

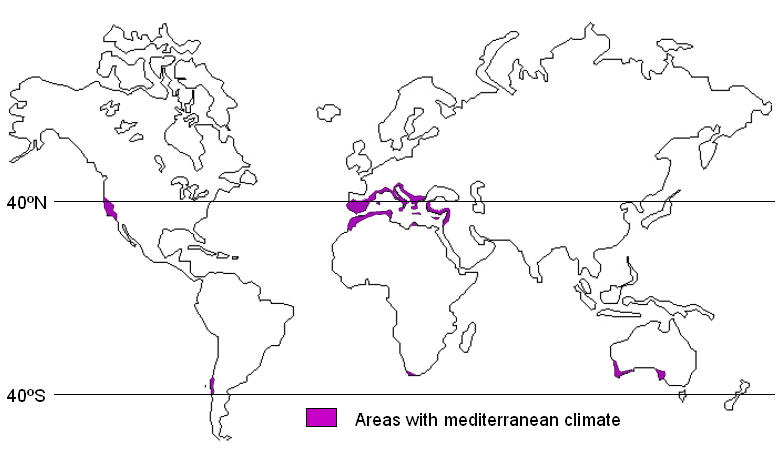
Områden med medelhavsklimat.

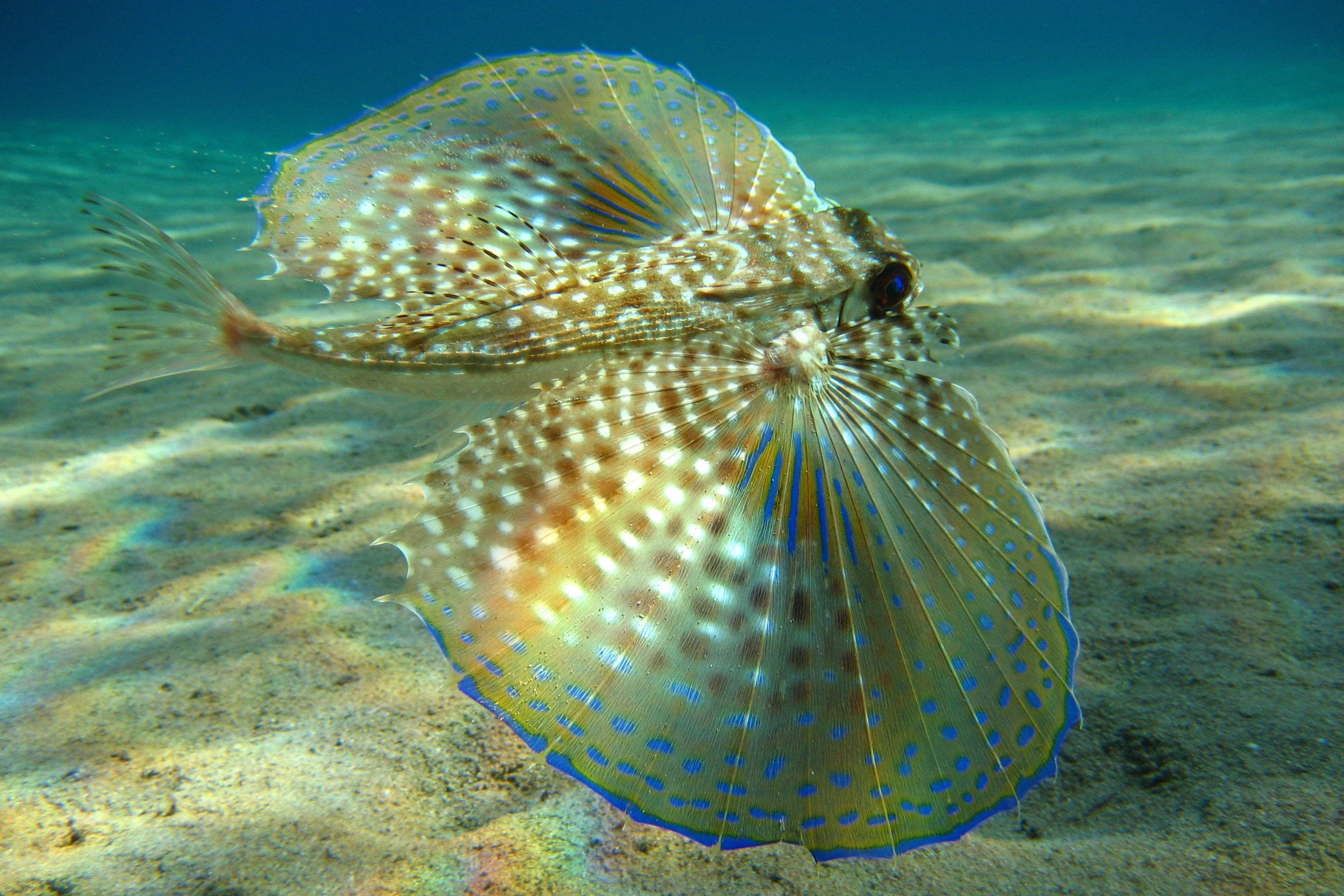
En flygknot i östra Medelhavet.

Medelhavsklimat är en typ av subtropiskt klimat som utmärks av att sommaren är oavbrutet torr och varm, medan vädret på vintern är omväxlande och nederbördsrikt. Kontrasten beror på att ett subtropiskt högtryck invaderar området under sommaren, medan vintern präglas av luftmassor från tempererade områden med mer växlande väder.
Medelhavsklimat förekommer inte endast kring Medelhavet, utan även i andra regioner i gränsområdet mellan det subtropiska högtrycket och västvindsbältet. Exempel är vissa delar av Australien, Chile, Sydafrika och USA. Köppens klimatklassifikationskoder är csa och csb.

## Olika typer av medelhavsklimat

### Heta somrar - medelhavsklimat
Den här typen av medelhavsklimat är den vanligaste, därför kallas den "typiskt" medelhavsklimat. Områden med denna form av medelhavsklimat har en genomsnittlig månadstemperatur på över + 22°C under årets varmaste månad. Medeltemperaturen under den kallaste månaden ligger mellan +18°C och -3°C. Dessutom måste medeltemperaturen ligga över +10°C under minst fyra månader. Områden med den här sortens medelhavsklimat brukar ha varma, ibland väldigt varma och torra somrar, och milda, fuktiga vintrar. På många håll kan somrarna här likna somrar i öken- eller halvökenklimat, men temperaturerna är under sommaren normalt sett inte riktigt så höga på grund av närheten till en stor vattenmassa. Alla områden med den här sortens medelhavsklimat har fuktiga vintrar, men det finns också områden med kalla vintrar då snöfall kan förekomma. 

### Varma somrar - medelhavsklimat
Ibland benämns den här undertypen "svala somrar - medelhavsklimat". Detta är den ovanligaste typen av medelhavsklimat. Områden med den här formen av medelhavsklimat har torra och varma (men inte heta) somrar, där medeltemperaturen per månad inte överstiger 22°C under den varmaste månaden och medeltemperaturen under den kallaste månaden ligger mellan 18°C och -3°C (enligt några definitioner istället mellan 18°C och 0°C). Dessutom måste medeltemperaturen under minst fyra månader ligga över 10°C. Vintrarna är regniga och kan vara milda till svala. Vid enstaka tillfällen kan snöfall förekomma. Nederbörden är högre under de kalla månaderna men det är ofta klart och soligt väder även under den fuktiga säsongen. Ibland kan den här formen av medelhavsklimat likna kustklimat.
Till skillnad från typiskt medelhavsklimat har de här områdena, under största delen av året, ofta molnigare och fuktigare förhållanden. Det är dock oftare soligt än i områden med kustklimat, och under sommarmånaderna har dessa områden soliga, torra och varma förhållanden. 

## Vegetation
Grödor som framför allt odlas i medelhavsklimat är vindruvor, citrusfrukter, avokado och korkek.
Naturlig vegetation består av städsegröna växter med inslag av lövfällande vegetation.
Städsegröna växter är bland annat citrusväxter, olivträd, vissa ekar, barrträd som cypress och tall, kanariepalm, dadelpalm, lager och vissa arter av magnolia.
Lövfällande träd som finns här är bland annat lönn, kastanj, granatäppelträd, fikonträd och valnötsträd.
Suckulenter som kan hittas i detta klimat är till exempel aloe vera och agave.
Övriga växter kan vara olika vinväxter, ljung, malört, salvia med flera.

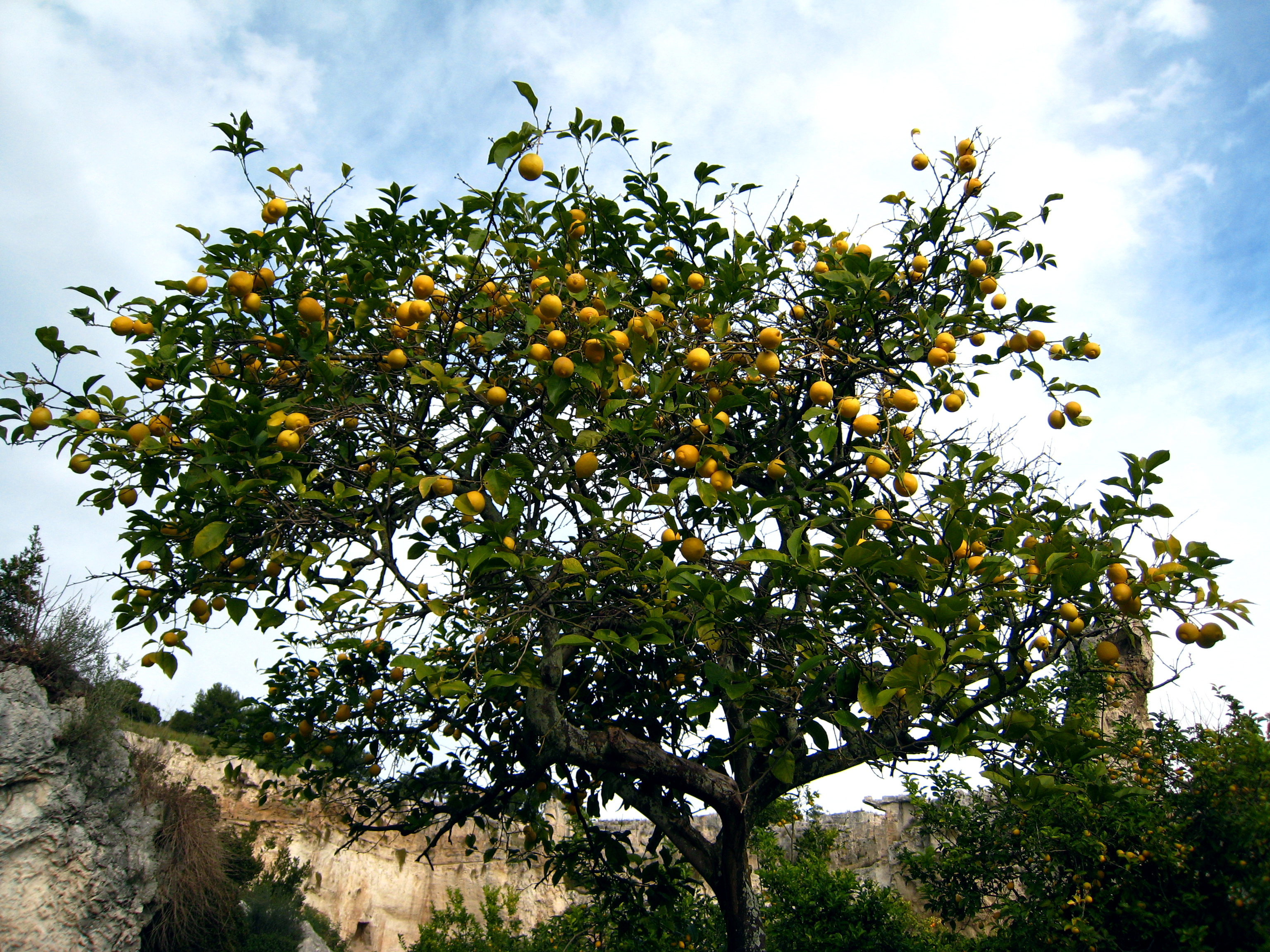
Citronträd (tillhörande citrussläktet)
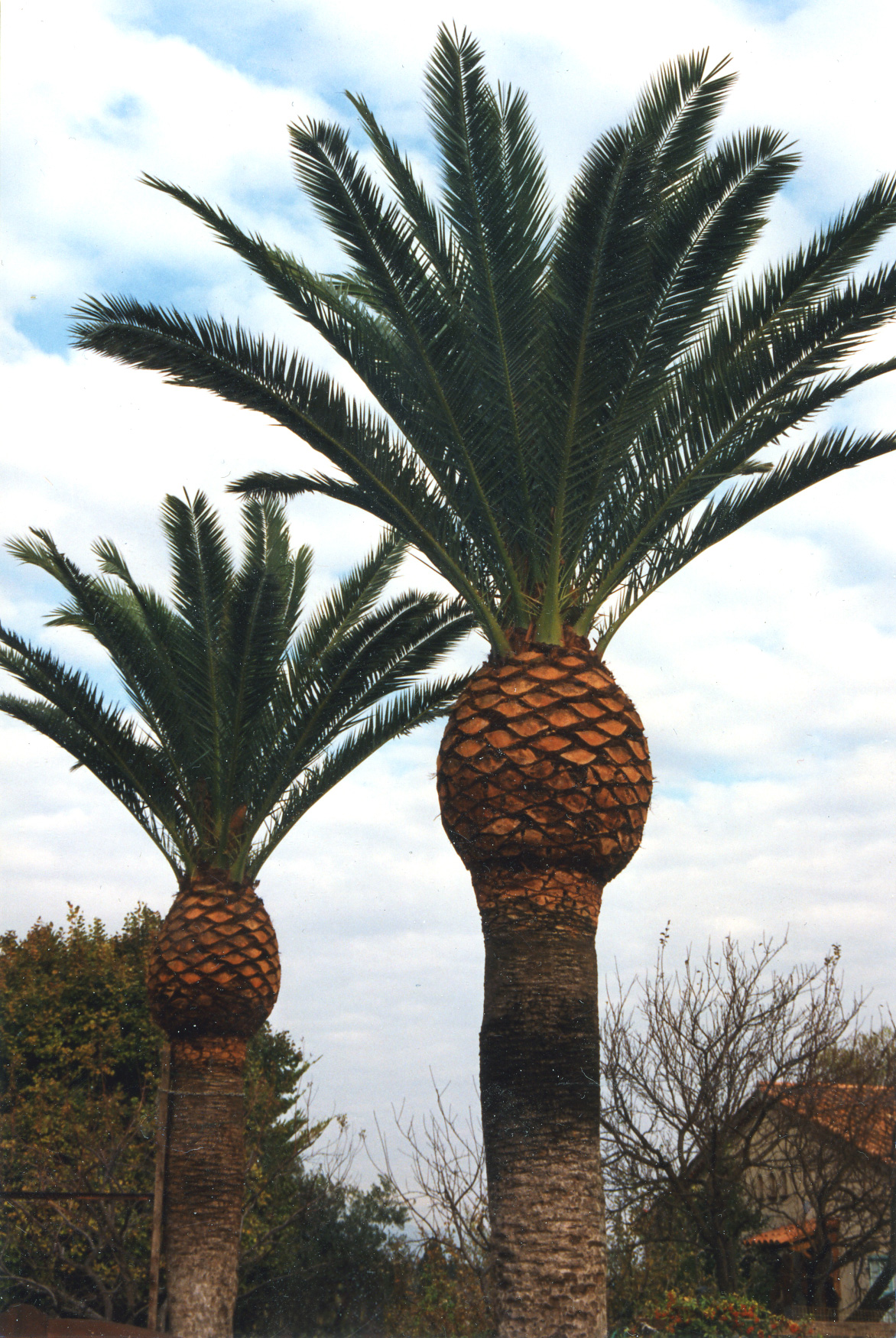
Kanariepalm (Phoenix canariensis)
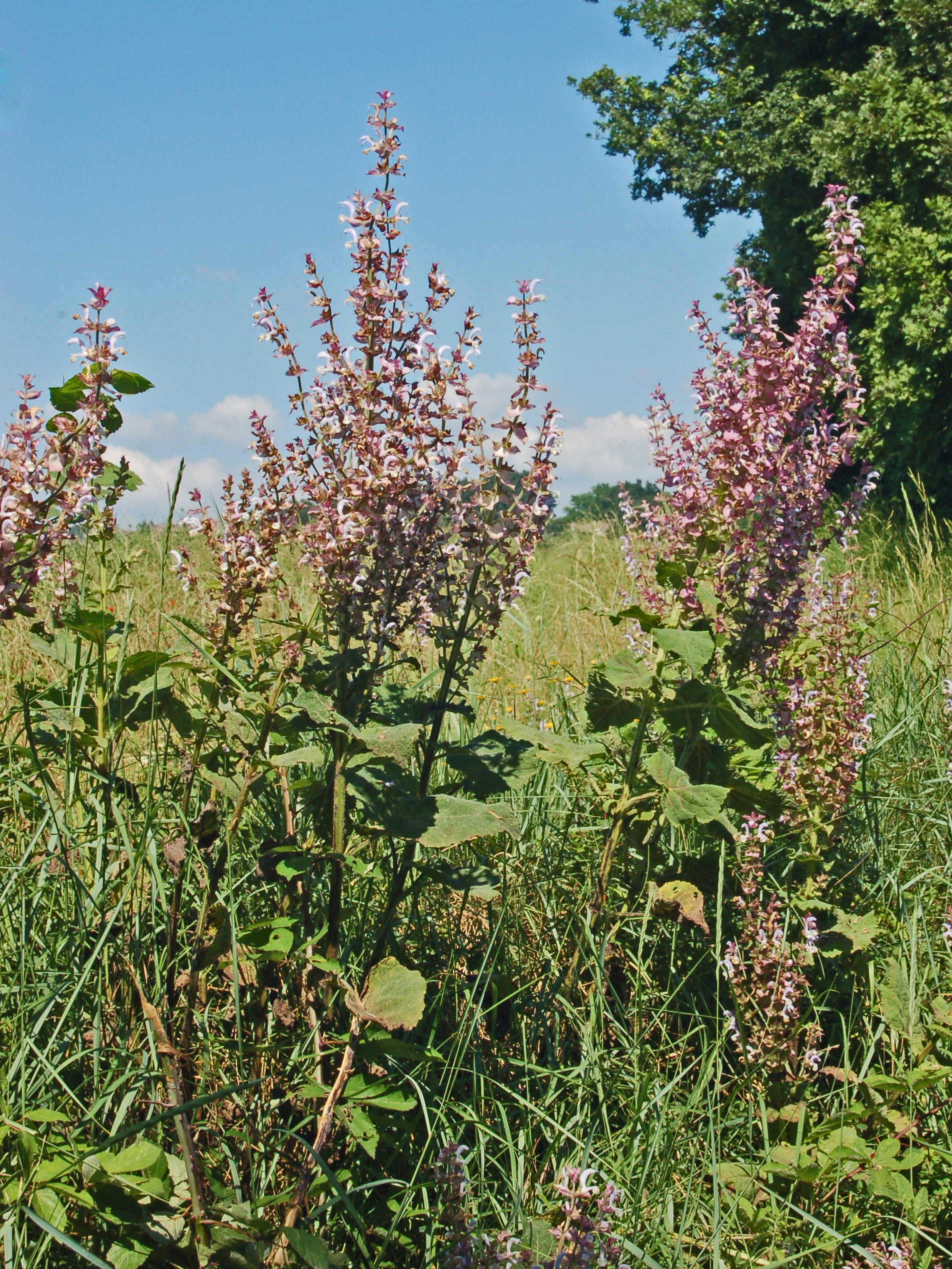
Muskatellsalvia (Salvia sclarea)
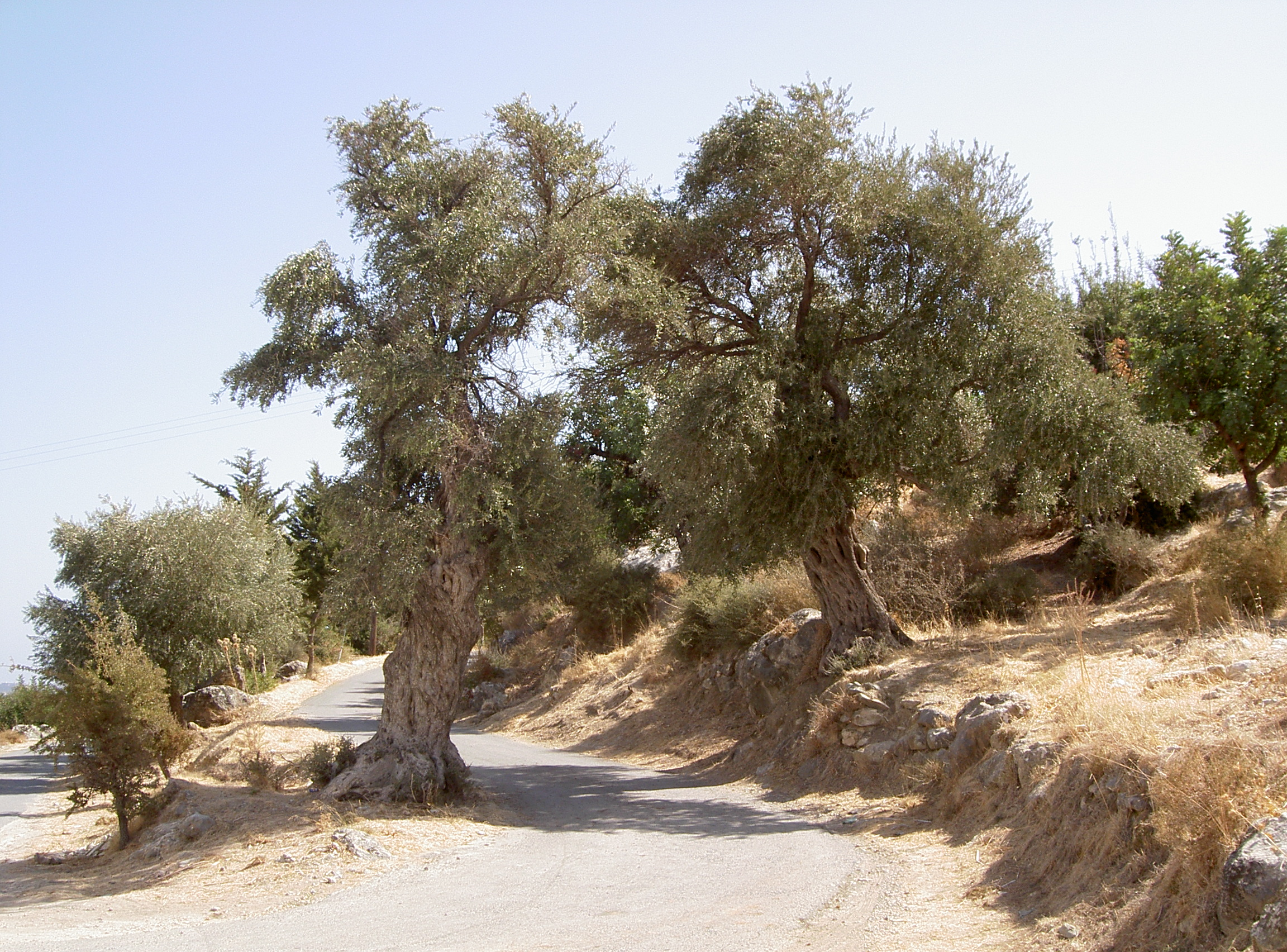
Olivträd på Cypern.